# Харчевников Семен Андрійович
Семен Андрійович Харчевников (17 квітня 1903, місто Слов'янськ, тепер Донецької області — 25 жовтня 1975, місто Слов'янськ Донецької області) — український радянський діяч, залізничник, машиніст-інструктор паровозного депо Слов'янськ Північно-Донецької залізниці. Герой Соціалістичної Праці (5.11.1943). Депутат Верховної Ради УРСР 2—3-го скликань.

## Біографія
Народився у родині робітника-залізничника, оглядача вагонів. Закінчив початкову школу. Трудову діяльність розпочав у листопаді 1917 року (у чотирнадцятирічному віці) учнем бляхаря, паяльщиком та лудильником паровозного депо Слов'янськ, потім кочегаром паровоза. До 1921 року працював слюсарем-арматурником, потім вивчився на помічника машиніста і здав іспит на право управління паровозом.
Службу в Червоній армії відбував у залізничних військах, закінчив полкову школу. Після демобілізації у 1928 році повернувся в депо Слов'янська, де працював машиністом паровозу.
Працюючи разом з Петром Кривоносом, він був не тільки свідком його почину швидкісного водіння поїздів, але і послідовником. У 1936 році у складі кращих паровозних бригад Донецької залізниці Харчевников навчав молодих машиністів Томської і Красноярської магістралей передовим прийомам водіння поїздів.
З перших днів німецько-радянської війни Харчевникову довелося перевозити на схід евакуйоване устаткування заводів із Дніпропетровщини, везти санітарні потяги, а на захід — війська та боєприпаси.
У березні 1942 року в складі групи залізничників Харчевников працював на залізничній дільниці біля станції Лозової Харківської області. Разом з помічником відремонтував пасажирський паровоз і здійснював рейси у фронтовій обстановці. Під час Харківської наступальної операції доставив на передову два вагони боєприпасів. Повертався з біженцями вже під дулами німецьких танків. 17 травня 1942 року на станції Попасній паровоз був розбитий і Харчевников приєднався до однієї із радянських військових частин. З боями відходив на схід. Тричі піднімався в штикову атаку, був поранений в ногу і в бік. Санітарним поїздом дістався до Сватового, а 1 липня 1942 року був вже в місті Сталінграді. Тут був зарахований в колону паровозів особливого резерву № 11 Наркомату шляхів сполучення СРСР. Водив військові потяги від Красного Кута до Верхнього Баскунчака, а потім до поромної переправи через Волгу. За кілька місяців роботи під вогнем противника змінив три паровоза, розбитих бомбами, був контужений. 6 лютого 1943 року привів свій локомотив до звільненого від німецьких військ Сталінграда. Брав участь у перевезенні ешелонів із бійцями Донського фронту на станцію Поворіно.
Указом Президії Верховної Ради СРСР від 5 листопада 1943 року «за особливі заслуги в забезпеченні перевезень для фронту і народного господарства і видатні досягнення у відновленні залізничного господарства у важких умовах воєнного часу» Харчевникову Семену Андрійовичу присвоєно звання Героя Соціалістичної Праці з врученням ордена Леніна і золотої медалі «Серп і Молот».
Член ВКП(б) з 1944 року.
У вересні 1944 року повернувся працювати у депо Слов'янськ Північно-Донецької залізниці. Брав участь у його відбудові, виконував обов'язки машиніста-інструктора, керував колоною «Перемога».
У 1959 році пішов на пенсію. Проживав у місті Слов'янську Сталінської області. Одна із вулиць Слов'янська носить ім'я Семена Харчевникова.

## Звання
- інженер-лейтенант тяги (14.11.1944)

## Нагороди
- Герой Соціалістичної Праці (5.11.1943)
- два ордени Леніна (5.11.1943, 1951)
- медаль «За оборону Сталінграда»
- медалі
- три знаки «Почесний залізничник»